# Llano de Tenepanta
Llano de Tenepanta är en ort i Mexiko.   Den ligger i kommunen Huajicori och delstaten Nayarit, i den centrala delen av landet, 700 km nordväst om huvudstaden Mexico City. Llano de Tenepanta ligger 186 meter över havet och antalet invånare är 107.
Terrängen runt Llano de Tenepanta är kuperad. Runt Llano de Tenepanta är det mycket glesbefolkat, med 4 invånare per kvadratkilometer. Närmaste större samhälle är Quiviquinta, 11,6 km söder om Llano de Tenepanta. I omgivningarna runt Llano de Tenepanta växer i huvudsak lövfällande lövskog.